# Versonnex (Górna Sabaudia)
Versonnex – miejscowość i gmina we Francji, w regionie Owernia-Rodan-Alpy, w departamencie Górna Sabaudia.
Według danych na rok 1990 gminę zamieszkiwało 227 osób, a gęstość zaludnienia wynosiła 54 osób/km² (wśród 2880 gmin regionu Rodan-Alpy Versonnex plasuje się na 1400. miejscu pod względem liczby ludności, natomiast pod względem powierzchni na miejscu 1575.).